# Aktiengesellschaft (Austria)
Aktiengesellschaft – spółka akcyjna w Austrii. Spółka kapitałowa, posiadająca osobowość prawną. Oficjalny skrót używany w obrocie gospodarczym tego typu spółki to AG. Spółki akcyjne w podobnej formie działają również w trzech pozostałych europejskich krajach niemieckojęzycznych: Liechtensteinie, Niemczech i Szwajcarii.
Podstawowe cechy austriackiej AG:
- Założyciele: przynajmniej 2 osoby;
- Struktura organizacyjna: walne zgromadzenie akcjonariuszy, zarząd, rada nadzorcza, komisja rewizyjna;
- Minimalny kapitał zakładowy: 70 000 euro (co najmniej 25% musi być wpłacone w gotówce);
- Minimalna wartość jednej akcji: 1 euro.